# Kishan Lal
Kishan Lal   (Mhow, 2 de febrer de 1917 - Chennai, 22 de juny de 1980) fou un jugador i entrenador d'hoquei sobre herba indi, guanyador d'una medalla olímpica. Considerat un dels millors extrems drets de la història de l'hoquei indi, era conegut amb el sobrenom de Dada.
S'inicià en l'hoquei a començaments de la dècada de 1930, amb tan sols 14 anys. Jugà en nombrosos equips indis, com el Mhow Heroes, els Mhow Green Walls, els Kalyanmal Mills, el Bhagwant Club i des del 1941 al BB & CI Railways.
El 1948 va prendre part en els Jocs Olímpics d'Estiu de Londres, on va guanyar la medalla d'or en la competició d'hoquei sobre herba. Una vegada retirat va exercir d'entrenador durant una vintena d'anys, entre d'altres de la selecció nacional índia als Jocs Olímpics de 1960.
El 1966 fou guardonat amb el Premi Padma Shri.